# 福永活也
福永 活也 （ふくなが かつや 1980年11月12日 - ）は、日本の弁護士、実業家、著作家、政治活動家。

## 来歴
三重県出身、三重県立伊勢高等学校卒業。
名古屋工業大学工学部電気情報工学科卒業、関西大学法科大学院修了。メンサ会員。
名古屋工業大学卒業後は新卒で住宅リフォーム会社に入社したが、すぐに辞めてフリーターになる。フリーターだった頃は、高校までは野球部であったことから草野球を始めて、草野球が生活の中心であった。フリーター時代の月収は6～7万円ほどであった。
フリーターから司法試験合格を目指そうと思ったきっかけは、高校時代の親友が裁判官になっていたことと、「カバチタレ!」の影響で行政書士試験の勉強を始めてみたところ、意外なほど面白かったことから。それから法科大学院に入学することを決めて、名古屋から大阪に移住して草野球の無い生活になる。司法試験の勉強が辛いと言う人が多いのとは対照に、福永は法科大学院の3年間が人生で一番楽しかったと語る。
2018年5月には弁護士では2人目であるエベレスト登頂を果たす。
2019年7月1日にはインプレスから『日本一稼ぐ弁護士の仕事術』という書籍を出版。この書籍では、24歳までフリーターとして過ごしてきた福永が、それから司法試験に一発合格して、弁護士としてのキャリア5年で日本国内でトップクラスの収入を得られるまでに実践してきた仕事術が述べられている。この書籍はAmazonベストセラーランキング和書総合1位を獲得。
2019年のライトハウスメディアの記事では、日本一稼いでいる弁護士の1人として紹介されている。国税庁統計の所得レジンで5億円から10億円に入ったこともある。弁護士の他にアプリ開発や不動産投資も行っている。だがライトハウスメディアの取材で実際に福永に会った記者によると、自宅は華やかであったが、福永本人は華やかな自宅や経歴には興味は無いようであり、気取った部分も全く無い人柄であったとのこと。そして福永は、「弁護士になる前のフリーター時代の日々にも満足していたし楽しかった」と語る。
年収を10億円稼いだことでの変化は、元々、金には執着していなかったのが、さらに金には執着しなくなったことであると語る。このため収益や金がいくらかかるかにかかわらずに、やりたいと思ったことにはどんどん挑戦できるようになったと語る。このやりたいことの一つが登山であった。
2023年9月1日にはインプレスより『バカと前向きに付き合う』という書籍を出版。害悪でしかない馬鹿との付き合い方を述べている。そして周囲にいる馬鹿のせいで夢や目標を諦める必要はないということを述べる。害悪になる馬鹿というのは、意図して他人に危害を加えるタイプだけでなく、自己過剰防衛意識から害悪となる場合もあるとしている。害悪のある馬鹿だけでなく、価値のある馬鹿についても述べる。自分自身の中には害悪な馬鹿と価値ある馬鹿が同居しており、いかに害悪のある馬鹿を消し去り、価値のある馬鹿な面を伸ばしていくかという、自分自身の馬鹿にいかに付き合うかで人生は豊かにも貧しくもなるということを述べる。最終的には自分は価値のある馬鹿に転生していこうという流れとなっている。
2024年5月には2度目のエベレスト登頂を果たす。
2025年1月、元アンジュルムの中西香菜と結婚したことを発表。

## 性的指向及びジェンダーアイデンティティの多様性に関する国民の理解の増進に関する法律
2023年6月16日に与党修正案について参議院本会議で可決されて成立する見通しとなった性的指向及びジェンダーアイデンティティの多様性に関する国民の理解の増進に関する法律について語る。福永はこの法律の可決に当たっては、議論をしている人の中には一度も法案の原文を読んだことがない人が多数含まれていると見ている。原文を読まずに、インフルエンサーやマスコミやインターネットの情報から勝手に解釈をしてしまっている人が多数いると見ている。この法律で国民側に求められているのはLGBTを差別しないことではなく、LGBTに関する理解を増進することを務めるだけであり、違反しても刑事罰が無いため遵守するか否かは任意になっているとしている。これでは諸外国での差別を禁止している法案とは全く異なり、差別をしてもいいと思われるのではないかと批判している。

## スシロー迷惑動画事件
2023年のスシロー迷惑動画事件が起きた際には、マスコミの中には100億円の賠償をするべきと述べていたところもあったのに対して福永は、賠償責任として認められやすいのは湯飲みや醤油さしやレーンなどの清掃費用と、醤油さしの中身の交換費用や、これらの対応をしたと広報する費用程度と限られる可能性が十分にあると語り、賠償額は数十万円から百万円程度に収まってしまう可能性があると語る。

## 旧ジャニーズ問題
2023年12月20日に自身のYouTubeチャンネルに、12月25日にマイコーりょうが旧ジャニーズ事務所と面談を行う予定であり、このことからマイコーりょうから相談を受けたという内容の動画を投稿した。この動画にはマイコーりょう本人も登場した。この動画によると、法的知識がないことからマイコーりょうは面談に一人で行っても対応が分からなかったり、議論の整理が難しいため弁護士を探していたときに福永に相談することにしていた。この時点ではマイコーりょうは福永の動画を観ていたものの全く面識が無かったため、藁にもすがる思いでメッセージを送ってみれば福永から相談に乗ると言う返信が送られていた。

## 選挙への出馬
2024年4月14日、記者会見を開き、第49回衆議院議員補欠選挙に立候補を表明した。NHKから国民を守る党の立花孝志から打診を受けての立候補である。告示日の翌日には2度目のエベレスト登頂のため日本を離れ、SNSを活用しながら選挙活動を行う。
同年6月14日の2024年東京都知事選挙にNHKから国民を守る党より立候補。56人中25位で落選した。
2025年7月の第27回参議院議員通常選挙には、立花孝志が代表を務めるNHK党から比例区で立候補したが、落選。
| 当落 | 選挙                     | 執行日         | 年齢 | 選挙区       | 政党                | 得票数 | 得票率 | 定数 | 得票順位 /候補者数 | 政党内比例順位 /政党当選者数 |
| ---- | ------------------------ | -------------- | ---- | ------------ | ------------------- | ------ | ------ | ---- | ------------------ | ---------------------------- |
| 落   | 第49回衆議院議員補欠選挙 | 2024年4月28日  | 43   | 東京都第15区 | NHKから国民を守る党 | 1410票 | 0.83%  | 1    | 8/9                | /                            |
| 落   | 2024年東京都知事選挙     | 2024年7月7日   | 43   |              | NHKから国民を守る党 | 1281票 | 0.02%  | 1    | 25/56              | /                            |
| 落   | 第27回参議院議員通常選挙 | 2025年07月20日 | 44   | 参議院比例区 | NHK党               | 9604票 |        | 50   | 2/3                | 2/0                          |

## 著書
- 『日本一稼ぐ弁護士の仕事術』（2019年、クロスメディア・パブリッシング(インプレス) ）
- 『バカと前向きに付き合う』（2023年、クロスメディア・パブリッシング(インプレス) ）